# Никола Шакић
Никола Шакић - Вртлар (Брњеушка, код Глине, 13. март 1916 — Раков Поток, код Загреба, 11. септембар 1941), учесник Народноослободилачке борбе и народни херој Југославије.

## Биографија
Рођен је 13. марта 1916. године у селу Брњеушка код Глине. Завршио је малу матуру у Глини и двогодишњу пољопривредну школу у Божјаковини. Након завршеног школовања запослио се у Градској вртларији у Загребу. По доласку у Загреб активно се укључио у раднички покрет. Године 1939, примљен је у чланство Комунистичке партије Југославије (КПЈ).
Након окупације Југославије и формирања НДХ, Никола Шакић је учествовао у припремама за подизање оружаног устанка. Почетком 1941. постао је секретар комитета Првог рејона КПХ у Загребу, а у јулу 1941. кооптиран је у Месни комитет КПХ за Загреб. Као партијски функционер, учествовао је у низу акција илегалаца у Загребу.
Почетком септембра 1941. године, на састанку Месног комитета којем је присуствовао и секретар Централног комитета КПХ, Раде Кончар, у Озаљској улици (Трешњевка), расправљало се и о диверзији на Главној пошти. Будући да један члан МК још није био дошао на састанак, испред куће су га чекали станодавци у чијем се стану састанак одржавао. Истовремено су пред кућу дошли усташки агенти и станодавци су их одвели на састанак мислећи да су они комунисти. Након што је схватио забуну, Раде Кончар се први снашао, па се спремио и на одласку поздравио присутне пружајући утисак да је састанак завршен. После њега су кренули и остали чланови групе. Ускоро су агенти схватили о чему се ради и зауставили Шакића, али је овај почео да бежи. Агенти су почели да пуцају и ранили га. Након тога је одведен у полицијску станицу, где су га мучили и испитивали, али није ништа говорио.
Како су у то време усташе скупљали таоце поводом ликвидације усташког доушника Мајерхолда, а Никола Шакић је још к томе био и Србин, одвели су га сутрадан код села Раков Поток на стрељање. Стрељан је 11. септембра 1941. године.
Указом Президијума Народне скупштине Федеративне Народне Републике Југославије, 20. децембра 1951. године, проглашен је за народног хероја.